# 톄시구 (쓰핑시)

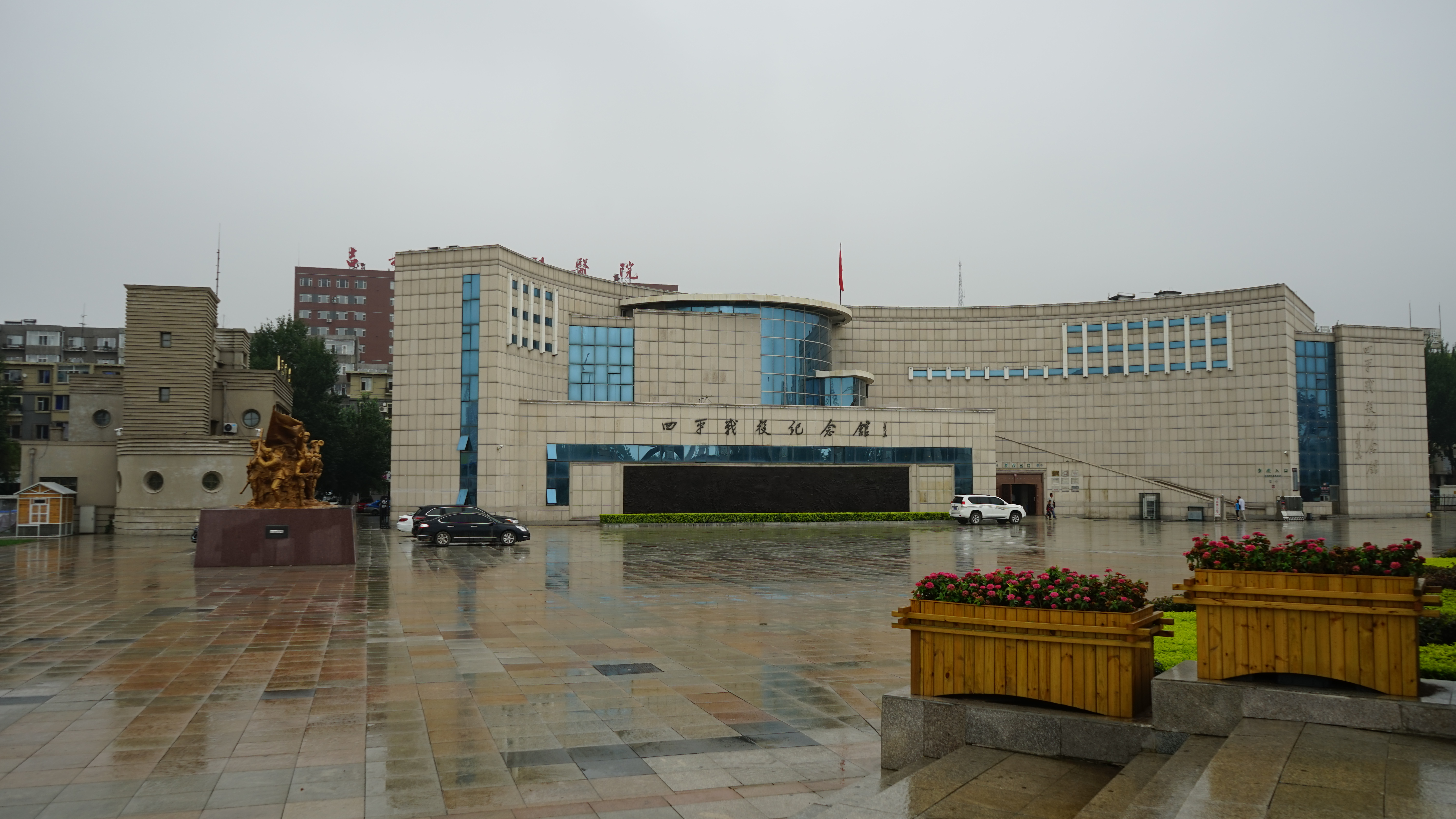

톄시구(한국어: 철서구, 중국어: 铁西区, 병음: Tiěxī Qū)는 중화인민공화국 지린성 쓰핑 시의 행정구역이다. 넓이는 162km2이고, 인구는 2007년 기준으로 270,000명이다.

## 행정 구역
5개 가도, 2개 향을 관할한다.
- 가도: 仁兴街道, 英雄街道, 地直街道, 站前街道, 北沟街道.
- 향: 条子河乡, 平西乡.